# الفنان الكارثة
الفنان الكارثة (بالإنجليزية: The Disaster Artist)‏ هو فيلم كوميديا-دراما وسيرة ذاتية أمريكي من إنتاج وإخراج جيمس فرانكو، مع سناريو من كتابة سكوت نوستادتير ومايكل إيتش. ويبير. الفيلم مقتبس من كتاب بنفس العنوان من تأليف غريغ سيستيرو وتوم بيسل، ومذكرات صناعة فيلم The Room (عام 2003) الذي يعد غالباً من أسوأ الافلام التي صنعت.
العمل من بطولة جيمس فرانكو بدور تومي ويساو وديف فرانكو بدور غريغ سيستيرو، يشاركهم التمثيل أيضاً سيث روغن وأليسون بري وآري غراينور وجوش هوتشرسن وجاكي ويفر.
بدء عرض الفيلم في الولايات المتحدة بتاريخ 1 ديسمبر 2017، وتلقى إشادة كبيرة من النقاد، خصوصاً أداء جيمس فرانكو.

## روابط إضافية
- الموقع الرسمي
- الفنان الكارثة على موقع IMDb (الإنجليزية)
- الفنان الكارثة على موقع ميتاكريتيك (الإنجليزية)
- الفنان الكارثة على موقع روتن توميتوز (الإنجليزية)
- الفنان الكارثة على موقع نتفليكس (الإنجليزية)
- الفنان الكارثة على موقع ألو سيني (الفرنسية)
- الفنان الكارثة على موقع Turner Classic Movies (الإنجليزية)
- الفنان الكارثة على موقع أول موفي (الإنجليزية)
- الفنان الكارثة على موقع بوكس أوفيس موجو (الإنجليزية)
- الفنان الكارثة على موقع فيلمافينيتي (الإسبانية)
- الفنان الكارثة على موقع قاعدة بيانات الأفلام السويدية (السويدية)